# Хотівка
Хо́тівка — село в Україні, у Кременецькій міській громаді Кременецького району Тернопільської області . До Хотівки приєднано хутори Дереші та Шишки.
Населення — 155 осіб (2007).

## Історія
Перша писемна згадка — 1549.
На 1936 рік село входило до ґміни Бережці Кременецького повіту.
12 червня 2020 року, відповідно до розпорядження Кабінету Міністрів України № 724-р «Про визначення адміністративних центрів та затвердження територій територіальних громад Тернопільської області», увійшло до складу Кременецької міської громади.
19 липня 2020 року, в результаті адміністративно-територіальної реформи та ліквідації Кременецького (1940-2020) району, село увійшло до складу новоутвореного Кременецького району.

## Населення
За даними перепису населення 2001 року мовний склад населення села був таким:
| Мова       | Число ос. | Відсоток |
| ---------- | --------- | -------- |
| українська |           | 99,32    |
| російська  |           | 0,68     |

## Пам'ятки
Є церква Успіння Пресвятої Богородиці (1764, дерев'яна).
Стара дерев'яна церква походила ще з 1764 року. Ймовірно, що була знищена під час Першої світової війни, адже на топографічній карті з 1922 року церкви в селі не позначено.
Збережена сьогодні церква, також з дерева, була збудована, ймовірно, у 1920-х - 1930-х роках, хоча дотепер її датують як попередню.

## Галерея

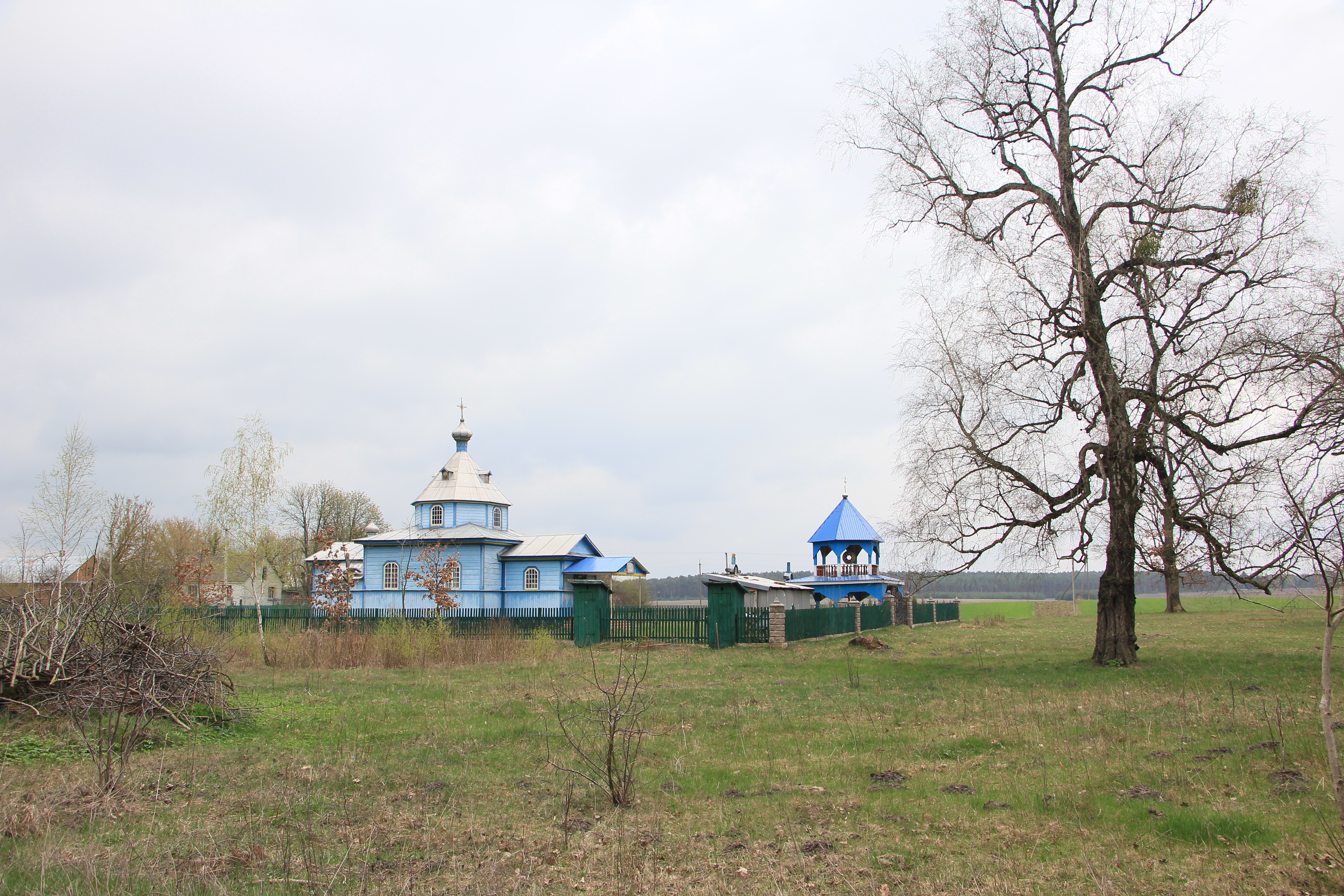
Дерев'яна церква
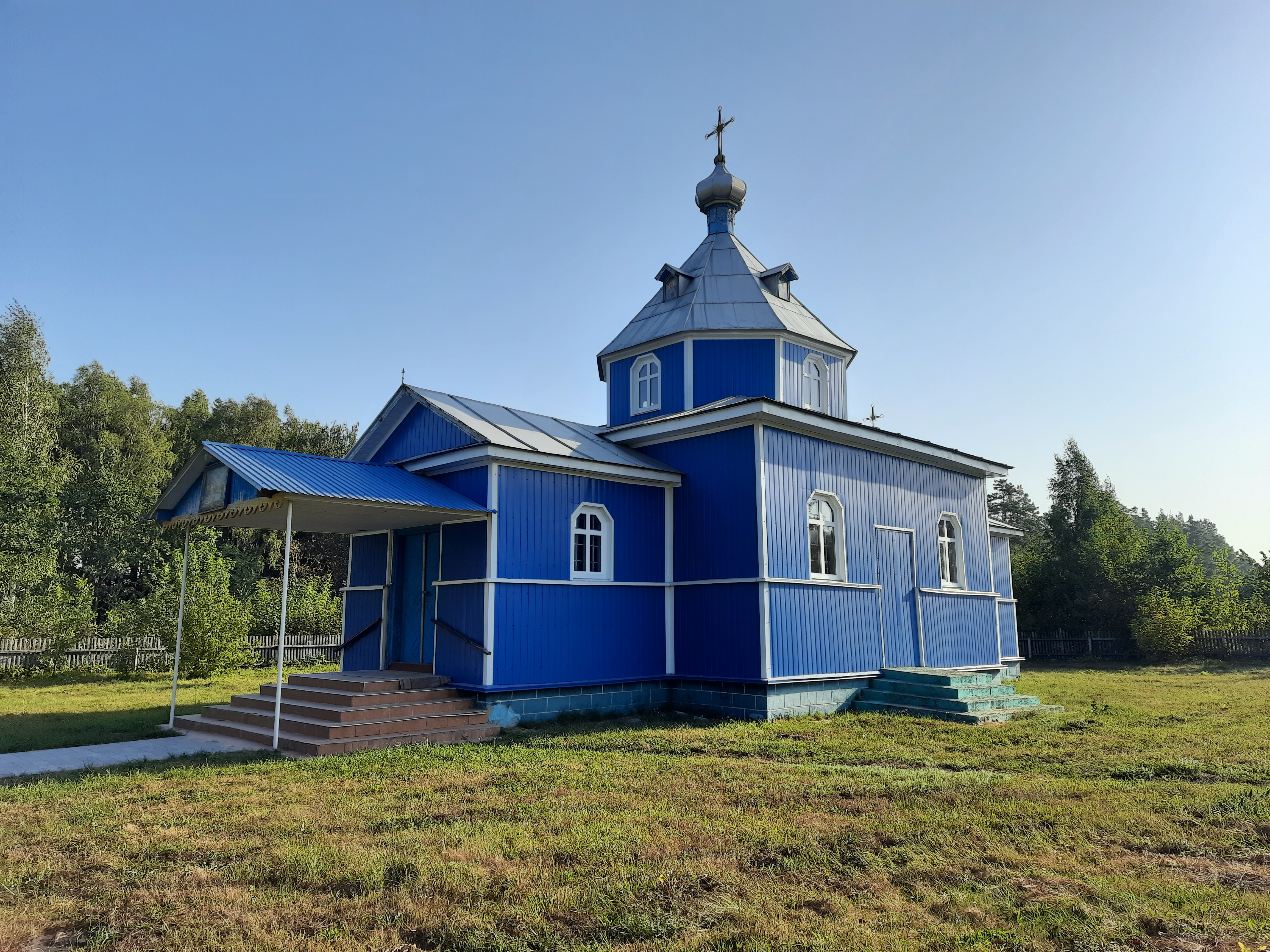
Церква Успіння Пресвятої Богородиці
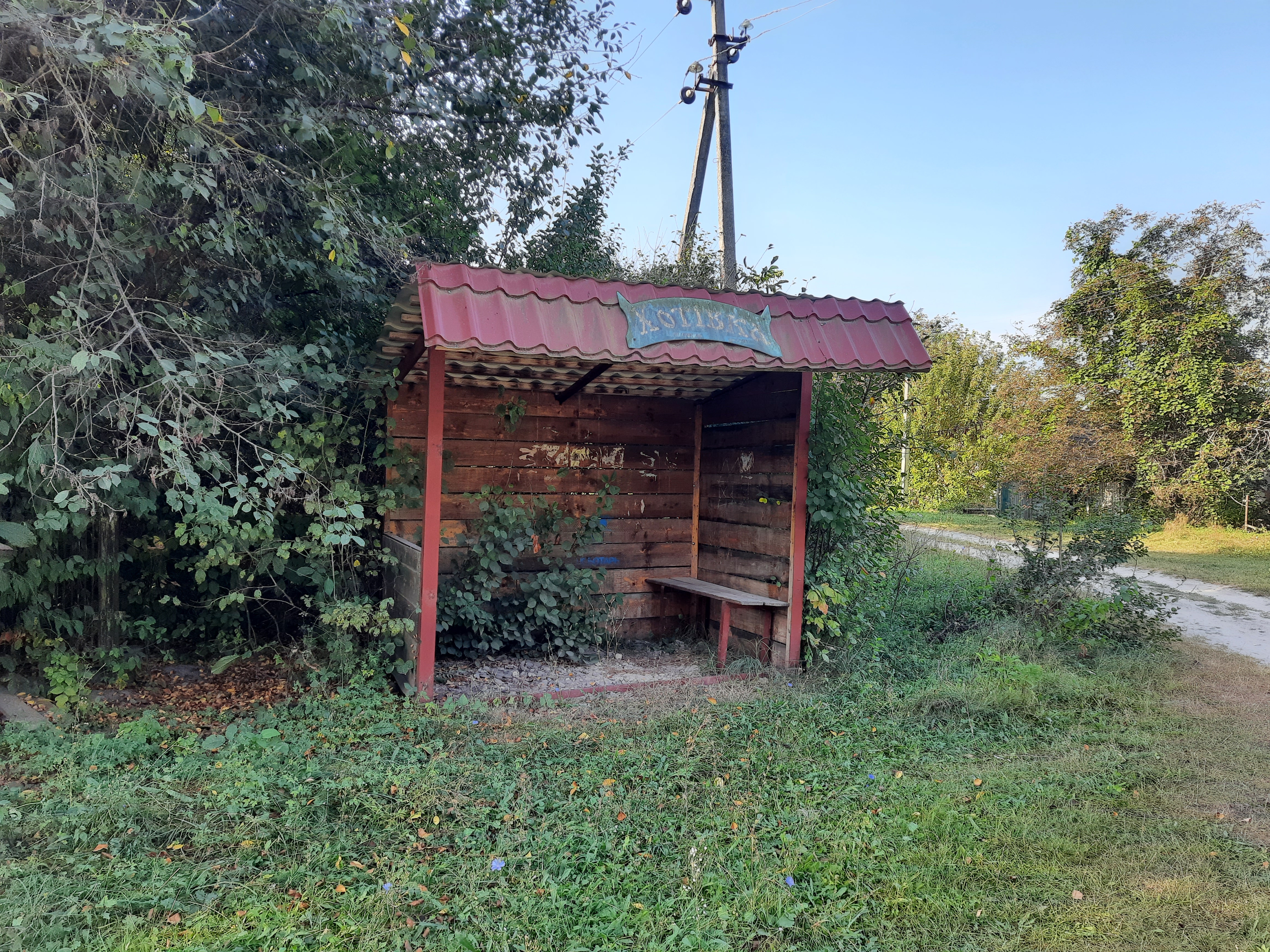
Автобусна зупинка
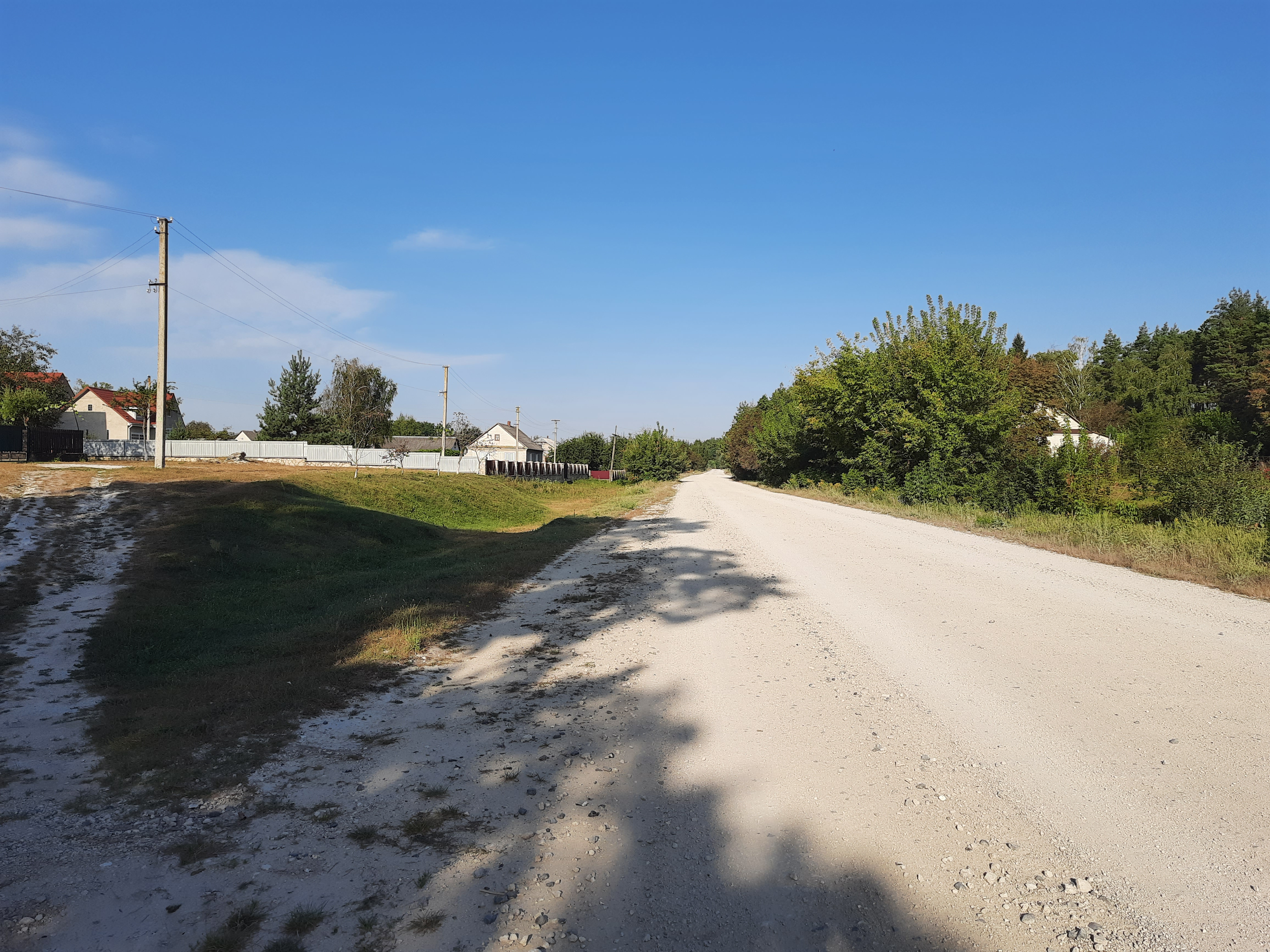
Сільська вулиця
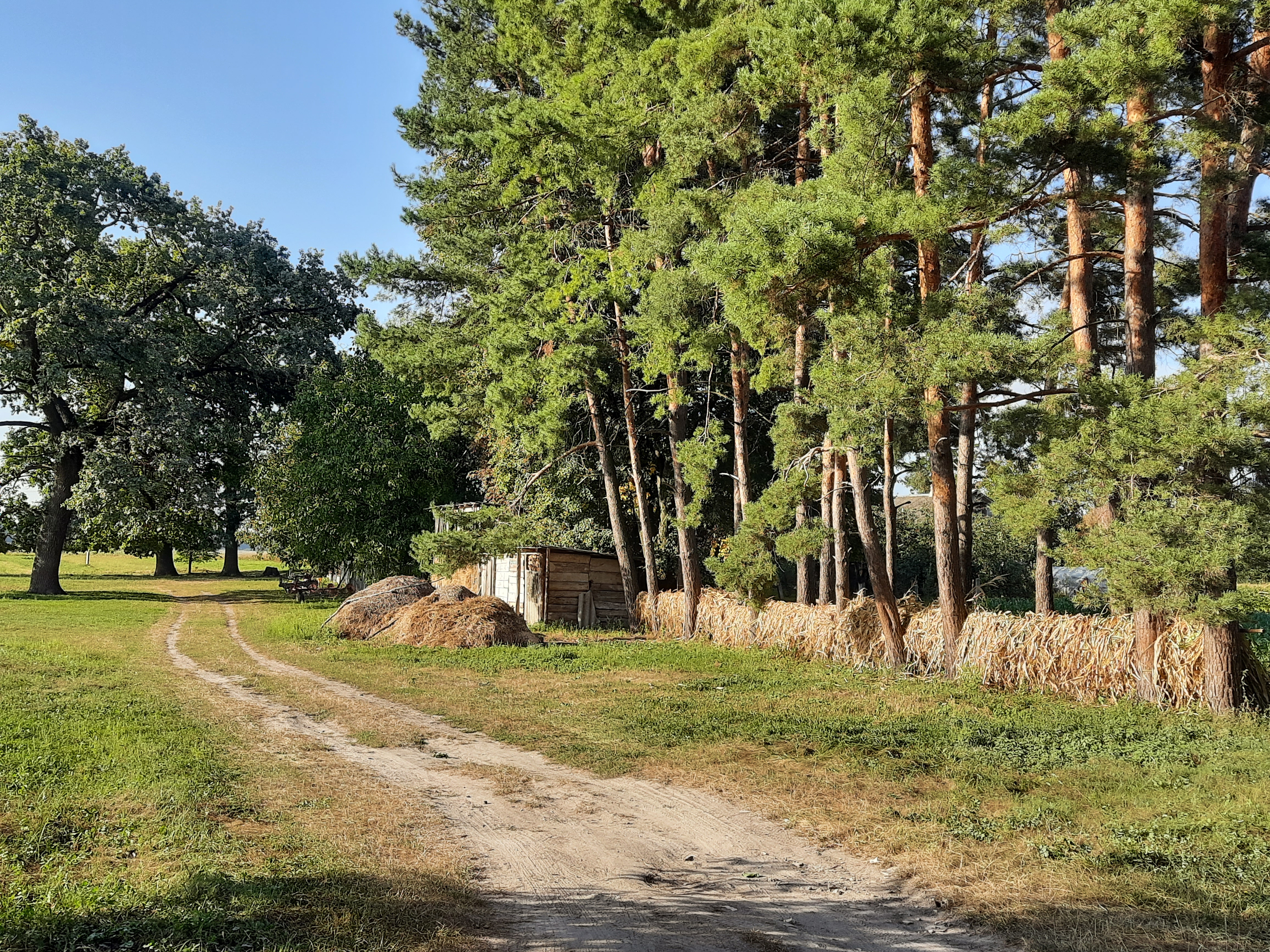
Сільський пейзаж
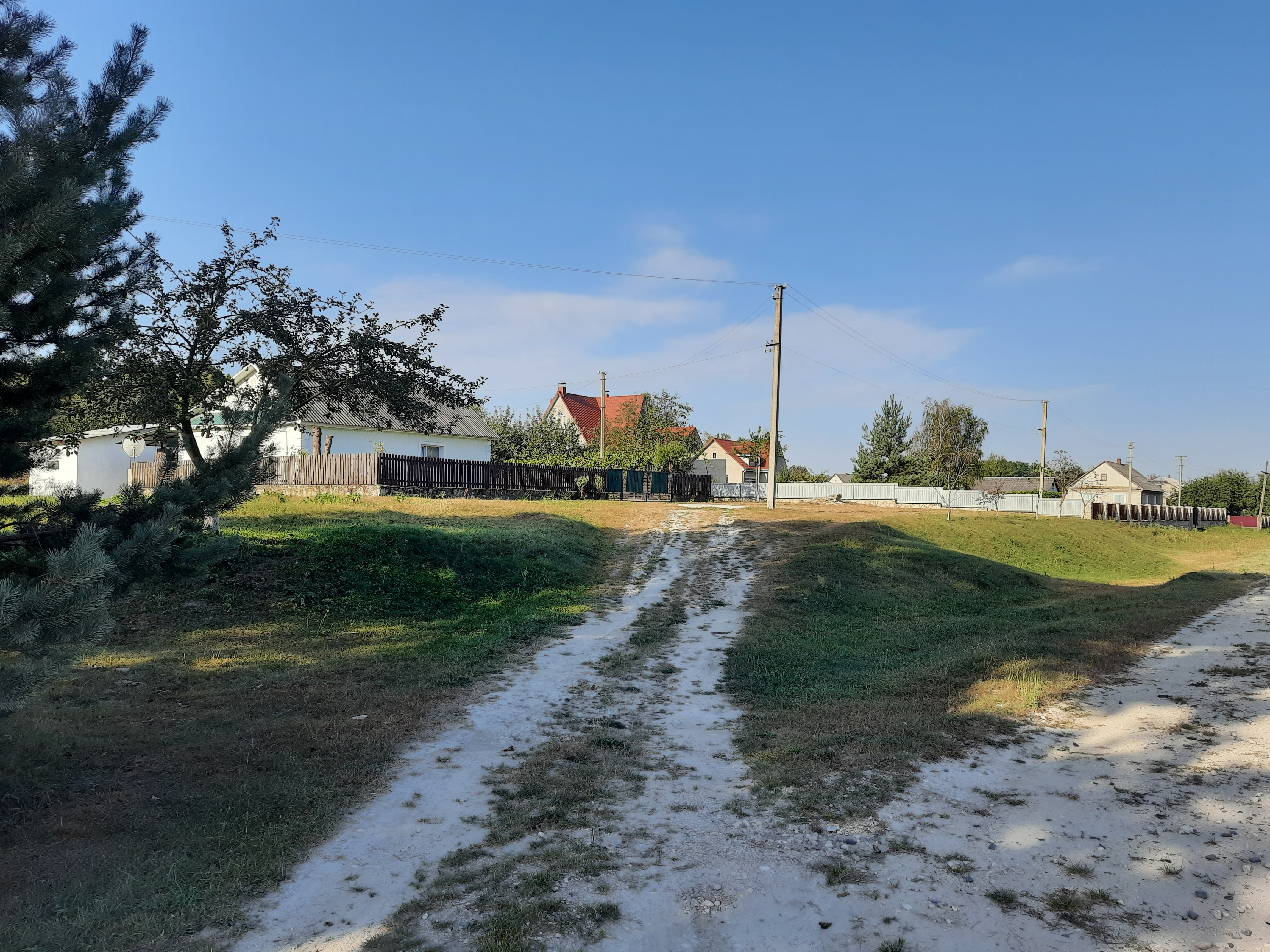
Сільський краєвид